# Путятичі
Путя́тичі — село в Україні, у Городоцькій міській об'єднаній територіальній громаді Львівському районі Львівської області. Населення становить 427 осіб. Орган місцевого самоврядування — Мильчицька сільська рада.

## Історія
Перша письмова згадка про село датується 6 січня (13 січня за новим стилем) 1391 року.

## Сучасність
У селі діє футбольна команда ФК «ГАЛИЧИНА»

## Розташування
Сусідні села: Добряни, Мильчиці, Милятин, Шоломиничі

## Населення
За даними Всеукраїнського перепису населення 2001 року, в селі мешкало 427 осіб.

## Фото

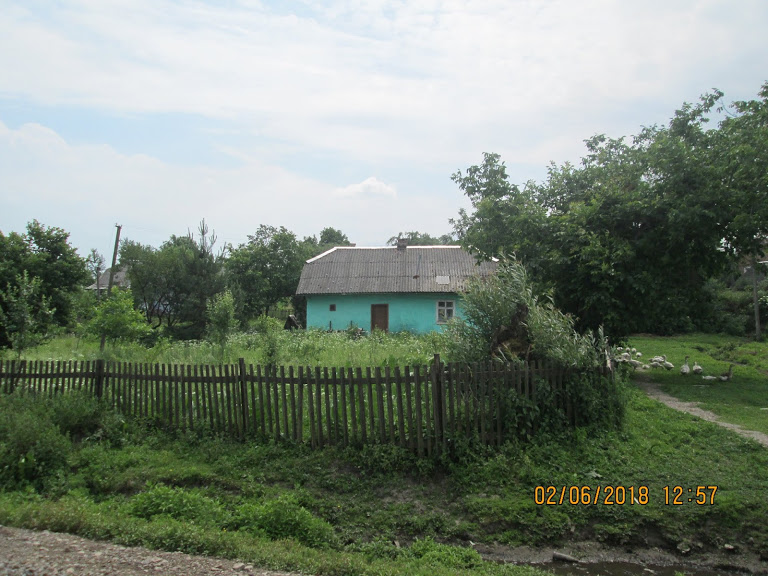
Початок села
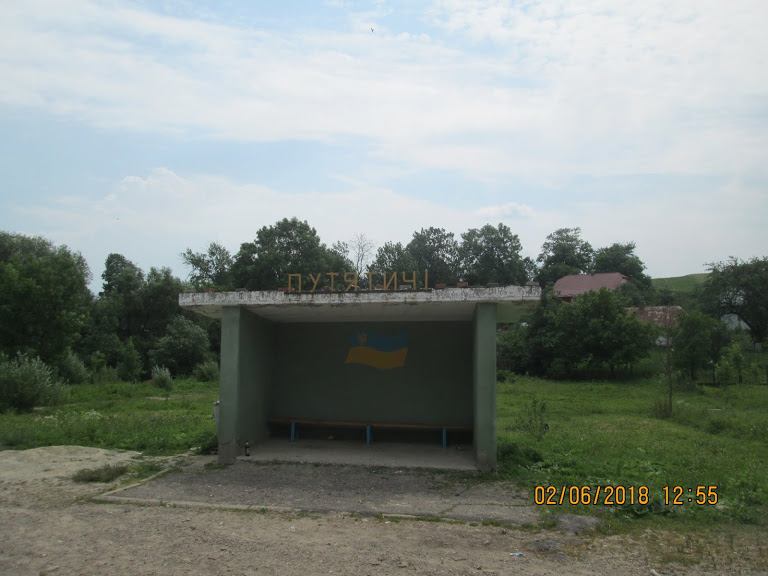
Зупинка
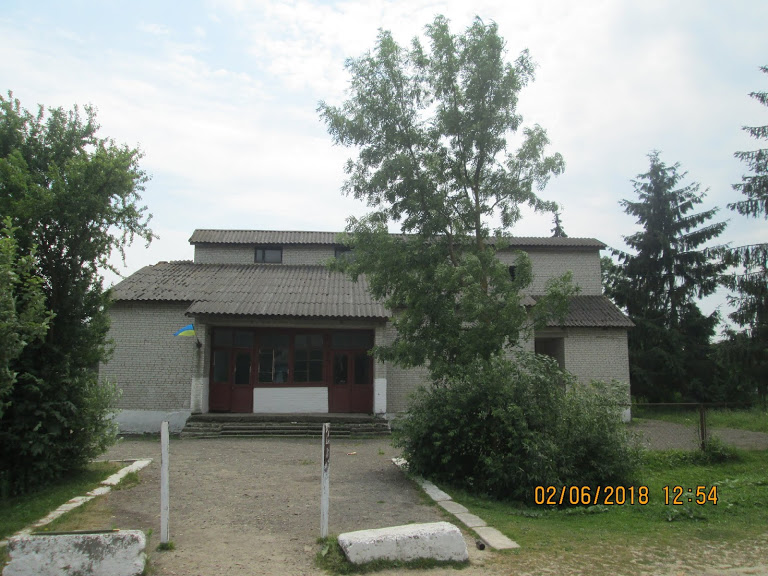
Клуб
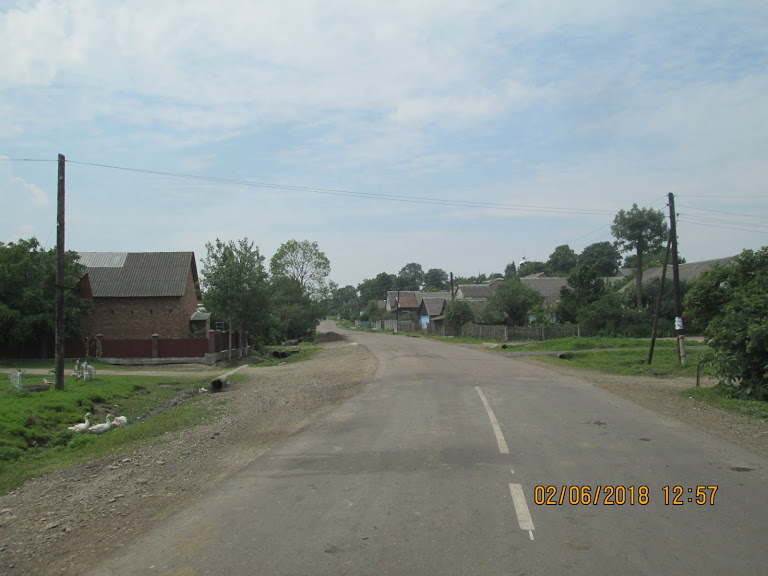
Початок села
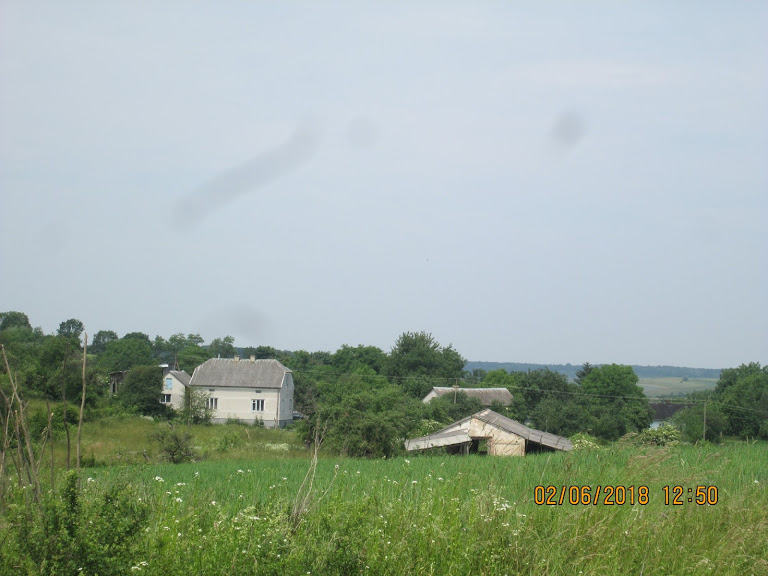
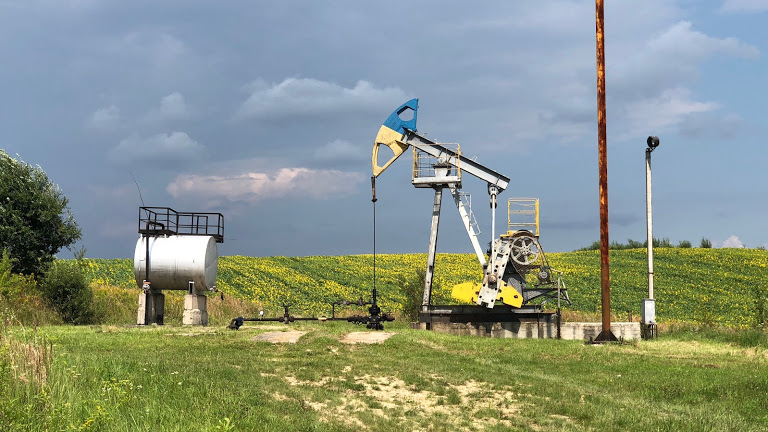